# Station Shenstone
Shenstone is een spoorwegstation van National Rail in Shenstone, Lichfield in Engeland. Het station is eigendom van Network Rail en wordt beheerd door West Midland Trains. Het station is geopend in 1884.
De plaats Shenstone grenst geheel ten oosten aan de spoorweg.